# Sukehiro Hasegawa

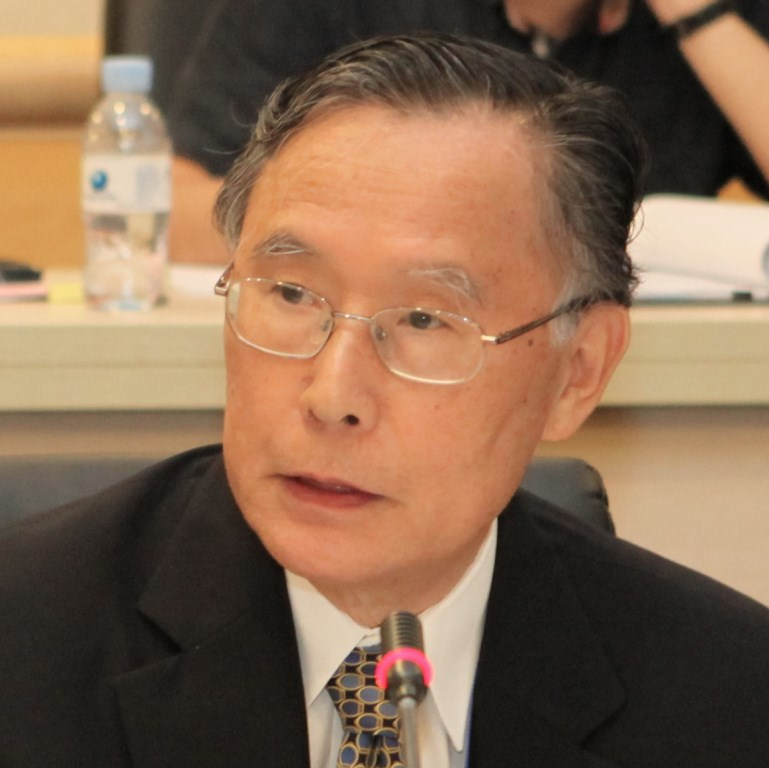
Sukehiro Hasegawa (2015)

Sukehiro Hasegawa (jap. 長谷川 祐弘, Hasegawa Sukehiro; * 28. November 1942 in der Präfektur Tokio) ist ein ehemaliger japanischer Diplomat bei den Vereinten Nationen und Professor.

## Diplomatische Laufbahn
Ab 1969 arbeitete Hasegawa beim Entwicklungsprogramm der Vereinten Nationen (UNDP) als Programmleiter im Büro für Programme und Operationen. 1972 wurde er zum Bereichsleiter und später zum Regionalprogrammleiter im Regionalbüro für Asien und den Pazifik. Von 1978 bis 1980 diente er als stellvertretender Repräsentant des UNDP in Nepal und von 1980 bis 1984 in Indonesien. Zwischen 1984 und 1986 war Hasegawa UNDP-Repräsentant in Samoa, den Cookinseln, Niue und Tokelau und von 1987 bis April 1994 stellvertretender Exekutivkoordinator des Freiwilligenprogramms der Vereinten Nationen in Genf. 1993 koordinierte er die UN-Freiwilligen, die als Wahlbeobachter bei den ersten freien Wahlen in Kambodscha arbeiteten. Im April 1994 übernahm Hasegawa den Posten als Direktor für Politik und Planung der UN-Friedensmission in Somalia. Seit Januar 1995 war er Koordinator für Humanitäre Aufgaben der UN und UNDP-Repräsentant in Ruanda. Zwischen Juli 1996 und August 1999 diente Hasegawa als stellvertretender Assistentsverwalter und stellvertretender Regionaldirektor für Asien und den Pazifik in New York. Im September 1999 wurde er zum Direktor des UNDP-Büros in Tokio ernannt. Später wurde Hasegawa Sonderberater für Krisenprävention und Wiederaufbau beim UNDP in Genf.

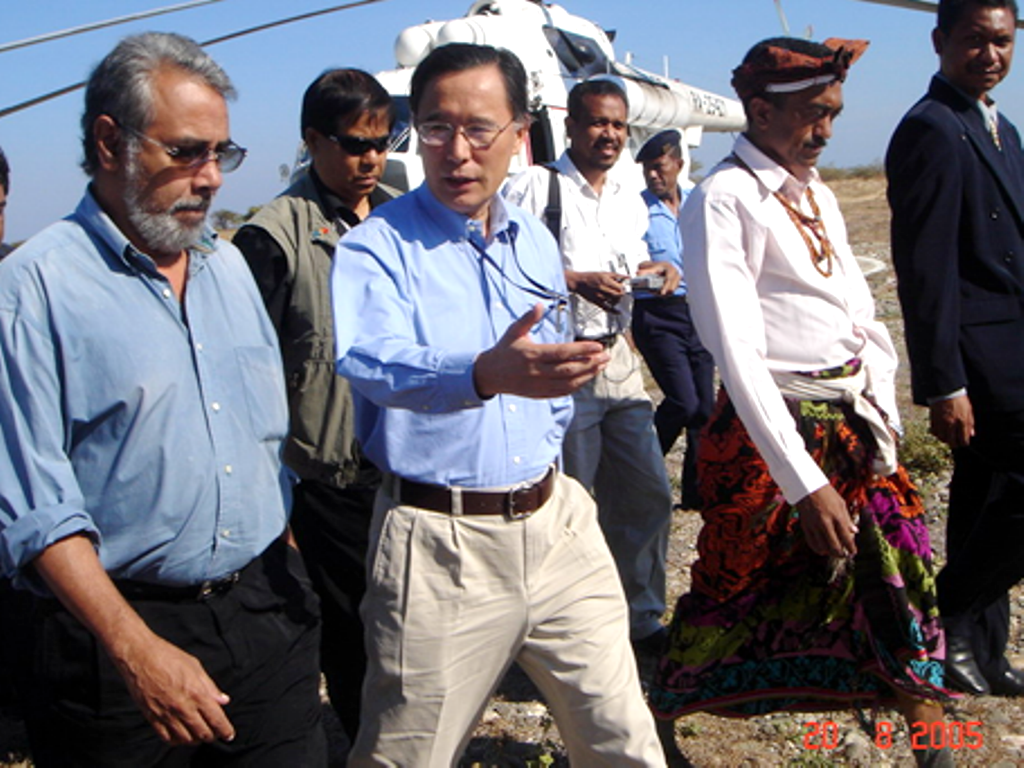
Hasegawa mit Xanana Gusmão in Osttimor (2005)

Am 1. Juli 2002 wurde Hasegawa von UN-Generalsekretär Kofi Annan zum stellvertretenden UN-Sonderbeauftragter für Osttimor und dortigen Repräsentanten des UNDP ernannt. Am 21. Mai 2004 wurde er zum UN-Sonderbeauftragter für Osttimor befördert und zusätzlich ab dem 21. Mai 2005 Chef des UNOTIL. Das Amt hatte er bis zum 30. September 2006 inne. In Hasegawas Amtszeit fällt das Ende des UNOTIL am 19. Mai 2006. Aufgrund der damals ausbrechenden Unruhen wurde der Einsatz der UNO jedoch nicht, wie geplant beendet, sondern mit Resolution 1704 in die UN-Mission UNMIT umgewandelt, nachdem das UNOTIL-Mandat bereits mit der Weltsicherheitsratsresolution 1677 und 1690 und schließlich mit Resolution 1703 bis zum 25. August 2006 verlängert wurde. Die UNMIT begann offiziell am 13. September 2006. Am 6. Dezember wurde Atul Khare zu seinem Nachfolger ernannt.
Von 2007 bis 2012 war Hasegawa Sonderberater von José Ramos-Horta, des Präsidenten von Osttimor. Seit März 2013 war er Sonderberater von Xanana Gusmão, dem damaligen Premierminister Osttimors.

## Akademische Karriere
Hasegawa hat einen Bachelor in Politikwissenschaften von der University of Michigan in Ann Arbor und einen Master in öffentliche, internationale Verwaltung der Graduate School of Public Administration der International Christian University (Kokusai Kirisuto-kyō Daigaku) in Mitaka. Außerdem hat er einen Ph.D. in Internationalen Beziehungen der Washington University in St. Louis und zwei Zertifikate in Französisch der Universität Grenoble und der McGill University in Montreal.
Ab April 2007 lehrte Hasegawa an der Hōsei-Universität zu Friedensschaffung, internationalen Organisationen, zeitgenössischer Außenpolitik und globaler Governance, zwischenzeitlich war er auch Gastprofessor an der Universität der Vereinten Nationen. Daneben trat er als Redner und Seniorberater bei diversen Konferenzen und Seminaren auf. Am 16. Januar 2013 hielt Hasegawa seine letzte Vorlesung an der Universität.
Hasegawa ist Mitglied des Board of Directors of Japan Association of United Nations Studies und der Earth Charter Commission for Japan. Im Juni 2012 wurde er zum Mitglied des Board of Directors of the Academic Council on United Nations System (ACUNS) ernannt.

## Familie
Sukehiro Hasegawa ist verheiratet und hat drei Kinder.

## Belege
- United Nations Information Service Vienna, 17. Juni 2002, Secretary-General Appoints Sukehiro Hasegawa of Japan Deputy Special Representative in East Timor
- United Nations Press Release, 6. Juni 2005, Sukehiro Hasegawa appointed as head of UN Office in Timor-Leste
- United Nations Secretary-General, 6. Dezember 2006, Secretary-General appoints Atul Khare of India as new Special Representative for Timor-Leste
- Hōsei-Universität: Dozentenverzeichnis; Hasegawa-Seminar